# TT152
TT152 (Theban Tomb 152) è la sigla che identifica una delle Tombe dei Nobili ubicate nell’area della cosiddetta Necropoli Tebana, sulla sponda occidentale del Nilo dinanzi alla città di Luxor, in Egitto. Destinata a sepolture di nobili e funzionari connessi alle case regnanti, specie del Nuovo Regno, l'area venne sfruttata, come necropoli, fin dall'Antico Regno e, successivamente, sino al periodo Saitico (con la XXVI dinastia) e Tolemaico.

## Titolare
TT152 era la tomba di:
| Titolare    | Titolo         | Necropoli       | Dinastia/Periodo     | Note                                                    |
| ----------- | -------------- | --------------- | -------------------- | ------------------------------------------------------- |
| sconosciuto | titolo perduto | Dra Abu el-Naga | tarda XVIII dinastia | versante nord del wadi, pochi passi a ovest della TT151 |

## Biografia
Nessuna notizia biografica è ricavabile dalle poche e malridotte pitture parietali.

## La tomba
Planimetricamente la tomba propone la forma a "T" capovolta tipica delle sepolture del periodo, con sala trasversale subito dopo l'ingresso e sala quasi quadrata perpendicolare alla precedente. Pochi e molto danneggiati i dipinti parietali: nella sala quadrata su due registri sovrapposti un uomo in offertorio e un uomo dinanzi a un braciere per libagioni; poco oltre su tre registri i resti della processione funeraria con uomini che accompagnano un toro verso Anubi e la Dea dell'Occidente )Hathor).

### Annotazioni
1. ↑  La prima numerazione delle tombe, dalla numero 1 alla 253, risale al 1913 con l’edizione del "Topographical Catalogue of the Private Tombs of Thebes" di Alan Gardiner e Arthur Weigall. Le tombe erano numerate in ordine di scoperta e non geografico; ugualmente in ordine cronologico di scoperta sono le tombe dalla 253 in poi.
2. ↑  I campi della Duat, ovvero l'aldilà egizio, si trovavano, secondo le credenze, proprio sulla riva occidentale del grande fiume.
3. ↑  Nella sua epoca di utilizzo, l'area era nota come "Quella di fronte al suo Signore" (con riferimento alla riva orientale, dove si trovavano le strutture dei Palazzi di residenza dei re e i templi dei principali dei) o, più semplicemente, "Occidente di Tebe".
4. ↑  le Tombe dei Nobili, benché raggruppate in un'unica area, sono di fatto distribuite su più necropoli distinte.
5. ↑  Le note, sovente di inquadramento topografico della tomba, sono tratte dal "Topographical Catalogue" di Gardiner e Weigall, ed. 1913 e fanno perciò riferimento alla situazione dell'epoca.

### Fonti
1. ↑  Gardiner e Weigall 1913.
2. ↑  Donadoni 1999,  p. 115.
3. ↑  Porter e Moss 1927,  p. 255.
4. ↑  Gardiner e Weigall 1913, pp. 30-31.
5. 1 2  Porter e Moss 1927,  p. 262.